# Gaston II de Foix-Béarn
Pour les articles homonymes, voir Gaston de Foix.
Ne doit pas être confondu avec Gaston II de Foix-Candale.
Gaston II de Foix-Béarn (1308 † 1343), est comte de Foix, vicomte de Béarn (sous le nom de Gaston IX), de Marsan, de Lautrec, et coprince et viguier d'Andorre de 1315 à 1343. Il est fils de Gaston Ier, comte de Foix, vicomte de Béarn, de Marsan et de Castelbon, coprince et viguier d'Andorre, et de Jeanne d'Artois.

## Biographie
Il succède à son père à l’âge de sept ans sous la tutelle de sa mère Jeanne d'Artois, mais celle-ci mécontente la noblesse locale qui obtient en 1317 du parlement de Paris que Jeanne soit dessaisie de ses charges. Elle sera d’ailleurs emprisonnée sur l’ordre de son fils à partir de 1329.
Une fois majeur, vers 1325, il reprend la guerre contre les comtes d’Armagnac qui lui contestent le Béarn. En 1329, Philippe III d’Évreux, roi de Navarre et le pape Jean XXII interviennent pour mettre fin aux combats.
Vassal de la France pour le comté de Foix et de l’Angleterre pour le Béarn et le pays de Marsan, il se range dans le camp français pendant la guerre de Cent Ans et combat les seigneurs gascons partisans du roi Édouard III.
Gaston opère également en Espagne, au côté du roi Jacques III de Majorque contre le roi Pierre IV d'Aragon. Il participe également au siège d’Algésiras par les troupes chrétiennes d’Espagne, mais y trouve la mort le 26 septembre 1343.

## Mariage et enfants
Il épouse en 1324 Aliénor de Comminges, fille de Bernard VII, comte de Comminges et de Laure de Montfort. De ce mariage naît :
- Gaston III Fébus (1331 † 1391), comte de Foix, vicomte de Béarn, de Marsan et de Castelbon, coprince d’Andorre.

Il laisse également plusieurs enfants illégitimes :
- Arnaud-Guilhem († 1391) ;
- Bearnèse, mariée à Raymond Bernard II de Castelnau-Tursan ;
- Pierre, prétendant à la seigneurie de Biscaye en vertu des droits de son épouse, cité par Jean Froissart dans le récit du voyage qu'il fit en Béarn, marié c. 1372 à Florence d'Aragon, née c. 1354 et décédée après 1365 (sœur cadette d'Isabelle de la Cerda, décédée après 1365, prétendante à la seigneurie de Biscaye), aussi prétendante à la seigneurie de Biscaye, veuve d'Arnaud Raymond de Niort, vicomte de Sault (prétendant à la seigneurie de Biscaye en vertu des droits de son épouse, sans descendance), fille de Jean d'Aragon et de sa femme Isabel de Castille-La Cerda de Lara, prétendante à la seigneurie de Biscaye (cf. l'article Juan de Aragon), et eut :
  - Pierre, marié, a eu :
    - une fille, mariée à Bernard, seigneur de Sainte-Colomme

  - Adrienne ;
- Marguerite, mariée à Jean de Châteauverdun, seigneur de Caumont.